# Calanthe kemulensis
Calanthe kemulensis är en orkidéart som beskrevs av Johannes Jacobus Smith. Calanthe kemulensis ingår i släktet Calanthe och familjen orkidéer. Inga underarter finns listade i Catalogue of Life.